# Temporada 2008-2009 del FC Barcelona
La Temporada 2008-2009 del FC Barcelona començà el 13 d'agost de 2008 i acabà el 27 de maig de 2009. Es tracta d'una temporada de grans èxits esportius en la qual el Barça aconseguí per primer cop el Triplet.

## Títols
En aquesta temporada el Barça guanyà el Triplet:
- Copa del Rei el 13 de maig de 2009 davant l'Athletic Club de Bilbao a l'estadi de Mestalla (4-1).
- Lliga, el 16 de maig de 2009 a la 36a jornada.
- Champions el 27 de maig de 2009 davant el Manchester United FC a l'Estadi Olímpic de Roma (2-0).

## Plantilla

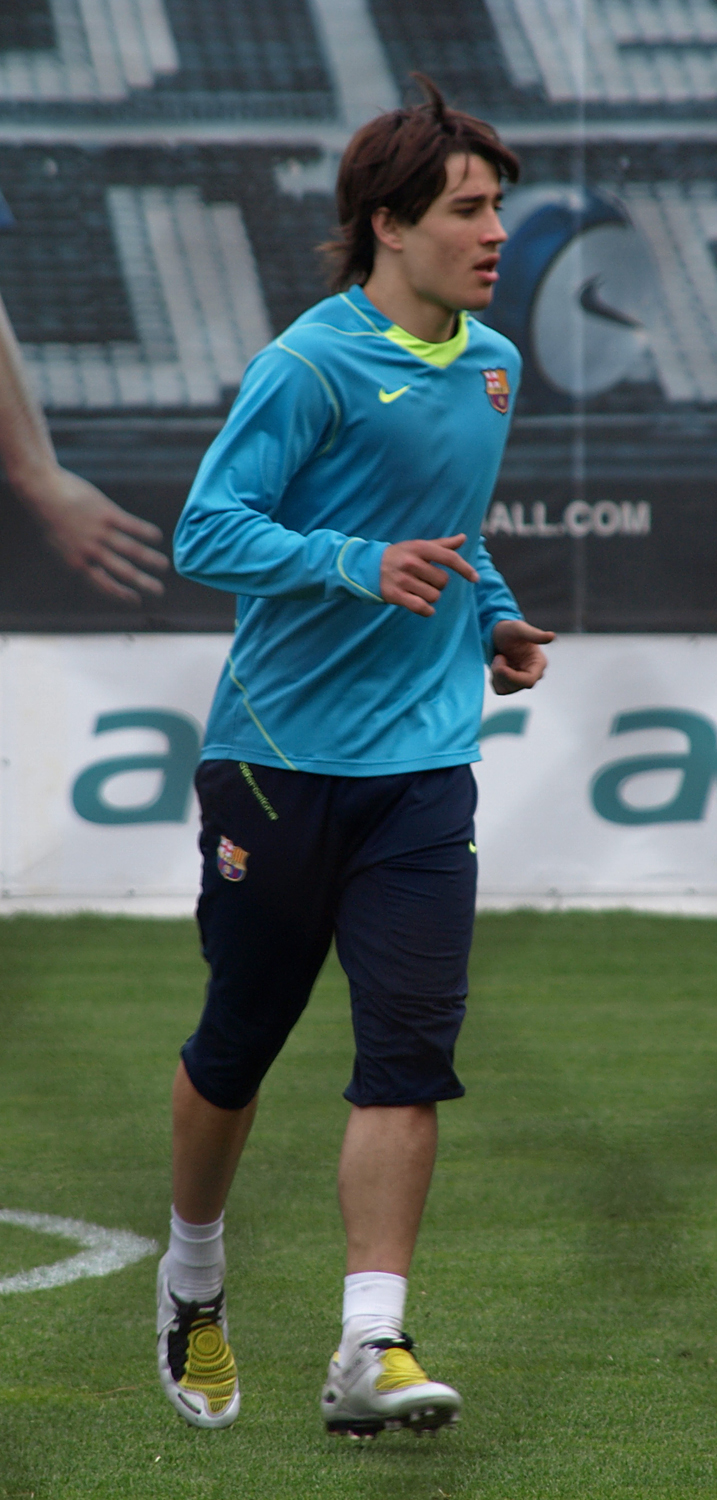
Bojan Krkić.

| No. |  | Posició | Jugador                 |
| --- |  | ------- | ----------------------- |
| 1   |  | POR     | Víctor Valdés           |
| 2   |  | DEF     | Martín Cáceres          |
| 3   |  | DEF     | Gerard Piqué            |
| 4   |  | DEF     | Rafael Márquez          |
| 5   |  | DEF     | Carles Puyol (Capità)   |
| 6   |  | MIG     | Xavi Hernández (Capità) |
| 7   |  | DAV     | Eiður Guðjohnsen        |
| 8   |  | MIG     | Andrés Iniesta          |
| 9   |  | DAV     | Samuel Eto'o            |
| 10  |  | DAV     | Lionel Messi            |
| 11  |  | DAV     | Bojan Krkić             |

| No. |  | Posició | Jugador           |
| --- |  | ------- | ----------------- |
| 13  |  | POR     | José Manuel Pinto |
| 14  |  | DAV     | Thierry Henry     |
| 15  |  | MIG     | Seydou Keita      |
| 16  |  | DEF     | Sylvinho          |
| 18  |  | DEF     | Gabriel Milito    |
| 20  |  | DEF     | Dani Alves        |
| 21  |  | MIG     | Hleb              |
| 22  |  | DEF     | Éric Abidal       |
| 24  |  | MIG     | Yaya Touré        |
| 25  |  | POR     | Albert Jorquera   |

Font: Web oficial del FC Barcelona

### Jugadors del filial amb dorsal assignat
| N. | Pos. | Nac. | Jugador         |
| -- | ---- | --- | --------------- |
| 27 | DAV  | [[Fitxer:Flag of the Canary Islands.svg\|23x15px\|border \|alt=Illes Canàries\|link=Selecció de futbol d'Illes Canàries\|{{#if:\|]]            | Pedro           |
| 28 | MIG  | [[Fitxer:Flag of Catalonia.svg\|23x15px\|border \|alt=Catalunya\|link=Selecció de futbol de Catalunya\|{{#if:\|]]                              | Sergio Busquets |
| 29 | DEF  | [[Fitxer:Flag of Catalonia.svg\|23x15px\|border \|alt=Catalunya\|link=Selecció de futbol de Catalunya\|{{#if:\|]]                              | Víctor Sánchez  |
| 30 | DEF  | [[Fitxer:Flag of Catalonia.svg\|23x15px\|border \|alt=Catalunya\|link=Selecció de futbol de Catalunya\|{{#if:\|]]                              | Víctor Vázquez  |
| 31 | DAV  | [[Fitxer:Flag of Venezuela.svg\|23x15px\|border \|alt=Veneçuela\|link=Selecció de futbol de Veneçuela\|{{#if:\|]]                              | Jeffren         |
| 32 | POR  | [[Fitxer:Flag of Catalonia.svg\|23x15px\|border \|alt=Catalunya\|link=Selecció de futbol de Catalunya\|{{#if:\|]]                              | Rubén Miño      |
| 33 | DEF  | [[Fitxer:Flag of the Valencian Community (2x3).svg\|23x15px\|border \|alt=País Valencià\|link=Selecció de futbol del País Valencià\|{{#if:\|]] | David Córcoles  |

| N. | Pos. | Nac. | Jugador                                             |
| -- | ---- | --- | --------------------------------------------------- |
| 36 | MIG  | [[Fitxer:Flag of Catalonia.svg\|23x15px\|border \|alt=Catalunya\|link=Selecció de futbol de Catalunya\|{{#if:\|]]                              | Abraham González                                    |
| 37 | DEF  | [[Fitxer:Flag of the Region of Murcia.svg\|23x15px\|border \|alt=Regió de Múrcia\|link=Selecció de futbol de Múrcia\|{{#if:\|]]                | Alberto Botía (Jugador cedit a l'Sporting de Gijón) |
| 41 | POR  | [[Fitxer:Flag of the Basque Country.svg\|23x15px\|border \|alt=País Basc\|link=Selecció de futbol del País Basc\|{{#if:\|]]                    | Oier Olazábal                                       |
| 42 | DEF  | [[Fitxer:Flag of Catalonia.svg\|23x15px\|border \|alt=Catalunya\|link=Selecció de futbol de Catalunya\|{{#if:\|]]                              | Andreu Fontàs                                       |
| 44 | MIG  | [[Fitxer:Flag of Italy.svg\|23x15px\|border \|alt=Itàlia\|link=Selecció de futbol d'Itàlia\|{{#if:\|]]                                         | Thiago Alcántara                                    |
| 45 | MIG  | [[Fitxer:Flag of the Valencian Community (2x3).svg\|23x15px\|border \|alt=País Valencià\|link=Selecció de futbol del País Valencià\|{{#if:\|]] | Xavi Torres                                         |
| 46 | DEF  | [[Fitxer:Flag of Catalonia.svg\|23x15px\|border \|alt=Catalunya\|link=Selecció de futbol de Catalunya\|{{#if:\|]]                              | Marc Muniesa                                        |

La relació de dorsals s'ha fet pública en el moment d'inscriure el club a la Champions League

### Jugadors cedits
| N. | Pos. | Nac. | Jugador             |
| -- | ---- | --- | ------------------- |
| —  | DEF  | [[Fitxer:Flag of Brazil.svg\|23x15px\|border \|alt=Brasil\|link=Selecció de futbol del Brasil\|{{#if:\|]] | Henrique (al Bayer) |

### Altes
| N. | Pos. | Nac. | Jugador                                         |
| -- | ---- | --- | ----------------------------------------------- |
| 15 | MIG  | [[Fitxer:Flag of Mali.svg\|23x15px\|border \|alt=Mali\|link=Selecció de futbol de Mali\|{{#if:\|]]                | Seydou Keita (14.000.000 €, del Sevilla)        |
| 3  | DEF  | [[Fitxer:Flag of Catalonia.svg\|23x15px\|border \|alt=Catalunya\|link=Selecció de futbol de Catalunya\|{{#if:\|]] | Gerard Piqué i Bernabeu (5.000.000 €, del ManU) |
| 2  | DEF  | [[Fitxer:Flag of Uruguay.svg\|23x15px\|border \|alt=Uruguai\|link=Selecció de futbol de l'Uruguai\|{{#if:\|]]     | Martín Cáceres (16.500.000 €, del Vila-real CF) |
| 20 | DEF  | [[Fitxer:Flag of Brazil.svg\|23x15px\|border \|alt=Brasil\|link=Selecció de futbol del Brasil\|{{#if:\|]]         | Daniel Alves (29.500.000* €, del Sevilla)       |
| 21 | MIG  | [[Fitxer:Flag of Belarus.svg\|23x15px\|border \|alt=Belarús\|link=Selecció de futbol de Belarús\|{{#if:\|]]       | Hleb (15.000.000** €, de l'Arsenal FC)          |
| 23 | DEF  | [[Fitxer:Flag of Brazil.svg\|23x15px\|border \|alt=Brasil\|link=Selecció de futbol del Brasil\|{{#if:\|]]         | Henrique (8.000.000*** €, del Palmeiras)        |

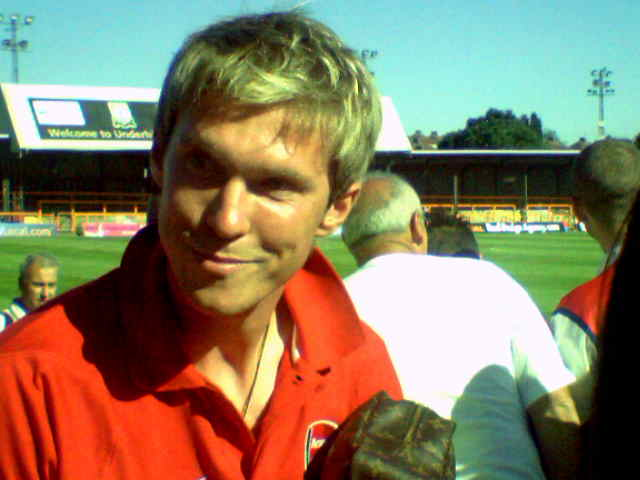
Aliaksandr Paŭlavič Hleb, jugador provinent de l'equip anglès Arsenal FC.

*6.000.000 € més en funció de variables i el 30% dels drets de Fernando Navarro.

**3.000.000 € més en funció de variables.

***2.000.000 € més en funció de variables.

### Baixes
| N. | Pos. | Nac. | Jugador                                                      |
| -- | ---- | --- | ------------------------------------------------------------ |
| 15 | DEF  | [[Fitxer:Flag of Brazil.svg\|23x15px\|border \|alt=Brasil\|link=Selecció de futbol del Brasil\|{{#if:\|]]                          | Edmílson (acaba contracte i fitxa pel Vila-real CF)          |
| 18 | DAV  | [[Fitxer:Flag of La Rioja (with coat of arms).svg\|23x15px\|border \|alt=La Rioja\|link=Selecció de futbol de la Rioja\|{{#if:\|]] | Santiago Ezquerro (acaba contracte i fitxa per l'CA Osasuna) |
| 21 | DEF  | [[Fitxer:Flag of France (1794–1815, 1830–1974).svg\|23x15px\|border \|alt=França\|link=Selecció de futbol de França\|{{#if:\|]]    | Lilian Thuram (acaba contracte i es retira)                  |
| 11 | DEF  | [[Fitxer:Flag of Italy.svg\|23x15px\|border \|alt=Itàlia\|link=Selecció de futbol d'Itàlia\|{{#if:\|]]                             | Gianluca Zambrotta (9.000.000* €, al Milan)                  |
| 17 | DAV  | [[Fitxer:Flag of Mexico.svg\|23x15px\|border \|alt=Mèxic\|link=Selecció de futbol de Mèxic\|{{#if:\|]]                             | Giovani dos Santos (6.000.000** €, al Tottenham Hotspur FC)  |
| 20 | MIG  | [[Fitxer:Flag of Portugal.svg\|23x15px\|border \|alt=Portugal\|link=Selecció de futbol de Portugal\|{{#if:\|]]                     | Deco (10.000.000 €, al Chelsea FC)                           |
| 10 | DAV  | [[Fitxer:Flag of Brazil.svg\|23x15px\|border \|alt=Brasil\|link=Selecció de futbol del Brasil\|{{#if:\|]]                          | Ronaldinho (21.000.000*** €, al Milan)                       |
| 23 | DEF  | [[Fitxer:Flag of Catalonia.svg\|23x15px\|border \|alt=Catalunya\|link=Selecció de futbol de Catalunya\|{{#if:\|]]                  | Oleguer Presas (3.000.000**** €, a l'Ajax)                   |
| —  | DEF  | [[Fitxer:Flag of Brazil.svg\|23x15px\|border \|alt=Brasil\|link=Selecció de futbol del Brasil\|{{#if:\|]]                          | Henrique (cedit al Bayer)                                    |
| 26 | MIG  | [[Fitxer:Flag of Catalonia.svg\|23x15px\|border \|alt=Catalunya\|link=Selecció de futbol de Catalunya\|{{#if:\|]]                  | Marc Crosas (500.000***** €, al Celtic de Glasgow)           |

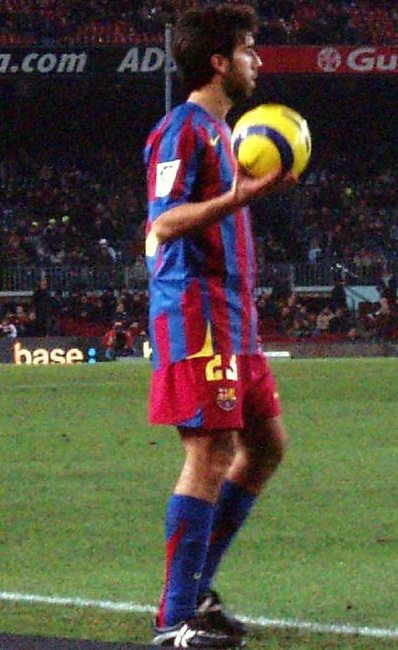
Oleguer Presas i Renom, jugador traspassat a l'Ajax d'Amsterdam.

*2.000.000 € més en funció de variables.

**5.000.000 € més en funció de variables.

***4.000.000 € més en funció de variables.

****2.250.000 € més en funció de variables.

*****900.000 € més en funció de variables.

### Equip tècnic
- Entrenador:  Josep Guardiola
  - Segon entrenador:  Francesc 'Tito' Vilanova
  - Entrenador de porters:  Juan Carlos Unzué
  - Delegat: Carles Naval
- Responsable de la preparació física:  Lorenzo Buenaventura
  - Preparadors físics: Francisco Paco Seirul·lo, Aureli Altimira, Francesc Cos
- Responsable de l'equip mèdic: Ramon Canal
  - Metges: Dr. Ricard Pruna, Dr. Daniel Medina
  - Recuperadors: Emili Ricart, Juanjo Brau
  - Fisioterapeutes: Jaume Munill, David Álvarez
  - Àrea de fisiologia aplicada a l'esport d'elit: Esteban Gorostiaga
- Entrenador del filial:  Luis Enrique Martínez

### Màxims golejadors
| Nom              | Posició        | Lliga | Copa del Rei | Copa Catalunya | Lliga de Campions | Total |
| Lionel Messi     | Davanter       | 23    | 6            | 0              | 9                 | 38    |
| Samuel Eto'o     | Davanter       | 30    | 0            | 0              | 6                 | 36    |
| Thierry Henry    | Davanter       | 19    | 1            | 0              | 6                 | 26    |
| Xavi Hernández   | Centrecampista | 6     | 1            | 0              | 3                 | 10    |
| Bojan Krkic      | Davanter       | 2     | 5            | 0              | 3                 | 10    |
| Seydou Keita     | Centrecampista | 4     | 0            | 0              | 2                 | 6     |
| Andrés Iniesta   | Centrecampista | 4     | 0            | 0              | 1                 | 5     |
| Dani Alves       | Defensa        | 5     | 0            | 0              | 0                 | 5     |
| Eidur Gudjohnsen | Davanter       | 3     | 1            | 0              | 0                 | 4     |
| Gerard Piqué     | Defensa        | 1     | 1            | 0              | 1                 | 3     |
| Rafael Márquez   | Defensa        | 1     | 1            | 0              | 1                 | 3     |
| Sergio Busquets  | Centrecampista | 1     | 0            | 0              | 2                 | 3     |
| Yaya Touré       | Centrecampista | 2     | 1            | 0              | 0                 | 3     |
| Sylvinho         | Defensa        | 0     | 0            | 0              | 1                 | 1     |
| Carles Puyol     | Defensa        | 1     | 0            | 0              | 0                 | 1     |

## Partits destacats

### Barça 2 - Real Madrid 0 (Lliga)
Després de superar una sèrie de partits contra els principals equips de la lliga (tram del calendari conegut periodísticament com "el Tourmalet", per la dificultat dels rivals), el Barça va enfrontar-se amb el Reial Madrid en el primer Clàssic de l'era Guardiola. Samuel Eto'o va aconsegueir marcar en un córner gràcies a un lleuger toc de Carles Puyol a una centrada de Xavi Hernández. Minuts després, Lionel Messi va marcar el segon gol amb una definició impressionant. Era el primer partit de Juande Ramos a la banqueta madridista, que substituïa el destituït Schuster que havia afirmat que no tenien cap possibilitat de guanyar el Clàssic.

### València 2 - Barça 2 (Lliga)
Un partit clau del Tourmalet del Barça a la segona volta. Amb el Barça líder de la lliga, i amb una presència notable de les campanyes mediàtiques generades pels mitjans de Madrid que buscaven desestabilitzar el Barça (utilitzant conceptes com cagómetro o canguelo per referir-se a l'estat d'ànim dels jugadors blau-granes, entre d'altres), l'empat que va aconseguir el Barça al camp del València va fer que, en el supòsit que perdés al camp del Madrid en el Clàssic de la setmana següent, l'equip continuaria en el primer lloc, amb un punt d'avantatge.

### Reial Madrid 2 - Barça 6 (Lliga)
Si el Barça (líder de la lliga en aquell moment) perdia, el Madrid es posava a només 1 punt en la classificació, però al final els blau-granes van guanyar per golejada a l'Estadi Santiago Bernabéu. Gràcies a aquest resultat, el Barça aclaria la lliga i els afeccionats ho celebraren com un altre títol. Els gols barcelonistes els van fer Thierry Henry en dues ocasions, Carles Puyol, Lionel Messi en dues ocasions i Gerard Piqué, mentre que els gols dels merengues els van fer Gonzalo Higuaín i Sergio Ramos. L'últim precedent d'una golejada tan clara del Barça al Santiago Bernabéu no es veia des de la temporada 1973-74, quan el resultat va ser de 0-5, a l'època de Carles Rexach, Johan Cruyff i Salvador Sadurní.

### Chelsea 1 - Barça 1 (Champions)
Quatre dies després del 2 - 6 al camp del R. Madrid, el Barça es va jugar la classificació per a la final de la lliga de campions a Stamford Bridge contra el Chelsea FC. Després del resultat d'anada al Camp Nou (0 - 0), el gol d'Essien al minut 9 de la primera part classificava els anglesos. Però al minut 3 del descompte de la segona part, Iniesta va marcar el gol de l'empat, que classificava els blau-granes.

## Resultats
| PARTITS 2008-2009 |
| --- |
| 24-07-2008 Amistós. HIBERNIAN-BARCELONA 0-6 26-07-2008 Amistós. DUNDEE UNITED-BARCELONA 1-5 31-07-2008 Amistós. FIORENTINA-BARCELONA 1-3 03-08-2008 Amistós. GUADALAJARA-BARCELONA 2-5 06-08-2008 Amistós. NEW YORK RED BULLS-BARCELONA 2-6 13-08-2008 Lliga de Campions (prèvia, anada). BARCELONA-WISLA CRACOVIA 4-0 16-08-2008 Gamper. BARCELONA-BOCA JUNIORS 2-1 26-08-2008 Lliga de Camp ions (prèvia, tomada). WISLA CRACOVIA-BARCELONA 1-0 31-08-2008 Lliga (1). NUMANCIA-BARCELONA 1-0 09-09-2008 Copa Catalunya (semifinal, partit únic). SANT ANDREU-BARCELONA 3-1 13-09-2008 Lliga (2). BARCELONA-RACING 1-1 16-09-2008 Lliga de Campions (1). BARCELONA-SPORTING LISBOA 3-1 21-09-2008 Lliga (3). SPORTING GIJÓN-BARCELONA 1-6 24-09-2008 Lliga (4). BARCELONA-BETIS 3-2 28-09-2008 Lliga (5). ESPANYOL-BARCELONA 1-2 01-10-2008 Lliga de Campions (2). XAKHTAR-BARCELONA 1-2 04-10-2008 Lliga (6). BARCELONA-ATLÈTIC MADRID 6-1 19-10-2008 Lliga (7). ATHLÈTIC CLUB-BARCELONA 0-1 22-10-2008 Lliga de Campions (3). BASILEA-BARCELONA 0-5 25-10-2008 Lliga (8). BARCELONA-ALMERIA 5-0 28-10-2008 Copa (1/16, anada). BENIDORM-BARCELONA 0-1 01-11-2008 Lliga (9). MÀLAGA-BARCELONA 1-4 04-11-2008 Lliga de Campions (4). BARCELONA-BASILEA 1-1 08-11-2008 Lliga (10). BARCELONA-VALLADOLID 6-0 12-11-2008 Copa (1/16. tornada). BARCELONA-BENIDORM 1-0 16-11-2008 Lliga (11). RECREATIVO-BARCELONA 0-2 23-11-2008 Lliga (12). BARCELONA-GETAFE 1-1 26-11-2008 Lliga de Campions (5). SPORTING LISBOA-BARCELONA 2-5 29-11-2008 Lliga (13). SEVILLA-BARCELONA 0-3 06-12-2008 Lliga (14). BARCELONA-VALÈNCIA 4-0 09-12-2008 Lliga de Campions (6). BARCELONA-XAKHTAR 2-3 13-12-2008 Lliga (15). BARCELONA-REIAL MADRID 2-0 21-12-2008 Lliga (16). VILA-REIAL-BARCELONA 1-2 03-01-2009 Lliga (17). BARCELONA-MALLORCA 3-1 06-01-2009 Copa (1/8, anada). ATLÈTIC MADRID-BARCELONA 1-3 08-01-2009 Amistós. BARCELONA-BUNYODKOR 1-1 11-01-2009 Lliga (18). OSASUNA-BARCELONA 2-3 14-01-2009 Copa (1/8, tomada). BARCELONA-ATLÈTIC MADRID 2-1 18-01-2009 Lliga (19). BARCELONA-DEPORTIVO 5-0 21-01-2009 Copa (1/4, anada). ESPANYOL-BARCELONA 0-0 24-01-2009 Lliga (20). BARCELONA-NUMANCIA 4-1 29-01-2009 Copa (1/4, tomada). BARCELONA-ESPANYOL 3-2 01-02-2009 Lliga (21). RACING-BARCELONA 1-2 05-02-2009 Copa (semifinal, anada). BARCELONA-MALLORCA 2-0 08-02-2009 Lliga (22). BARCELONA-SPORTING GIJON 3-1 14-02-2009 Lliga (23). BETIS-BARCELONA 2-2 21-02-2009 Lliga (24). BARCELONA-ESPANYOL 1-2 24-02-2009 Lliga de Campions (1/8. anada). OLYMPIQUE LIQ-BARCELONA 1-1 01-03-2009 Lliga (25). ATLÈTIC MADRID-BARCELONA 4-3 04-03-2009 Copa (semifinal, tomada). MALLORCA-BARCELONA 1-1 07-03-2009 Lliga (26). BARCELONA-ATHLÈTIC CLUB 2-0 11-03-2009 Lliga de Campions (1/8, tornada). BARCELONA-OLYMPIQUE LIO 5-2 15-03-2009 Lliga (27). ALMERIA-BARCELONA 0-2 22-03-2009 Lliga (28). BARCELONA-MÀLAGA 6-0 04-04-2009 Lliga (29). VALLADOLID-BARCELONA 0-1 08-04-2009 Lliga de Campions (1/4, anada). BARCELONA-BAYERN MUNIC 4-0 11-04-2009 Lliga (30). BARCELONA-RECREATIVO 2-0 14-04-2009 Lliga de Campions (1/4, tomada). BAYERN MUNIC-BARCELONA 1-1 18-04-2009 Lliga (31). GETAFE-BARCELONA 0-1 22-04-2009 Lliga (32). BARCELONA-SEVILLA 4-0 25-04-2009 Lliga (33). VALÈNCIA-BARCELONA 2-2 28-04-2009 Lliga de Campions (semifinal, anada). BARCELONA-CHELSEA 0-0 02-05-2009 Lliga (34). REIAL MADRID-BARCELONA 2-6 06-05-2009 Llig a de Campions (semifinal, tornada). CHELSEA-BARCELONA 1-1 10-05-2009 Lliga (35). BARCELONA-VILA-REIAL 3-3 13-05-2009 Copa (final). BARCELONA-ATHLÈTIC CLUB 4-1 17-05-2009 Lliga (36). MALLORCA-BARCELONA 2-1 23-05-2009 Lliga (37). BARCELONA-OSASUNA 0-1 27-05-2009 Lliga de Campions (final). BARCELONA-MANCHESTER UNITED 2-0 31-05-2009 Lliga (38). DEPORTIVO-BARCELONA 1-1 |

| Dia      | Competició        | Casa              | Fora                 | Resultat          | Eto'o | Henry | Messi | Bojan | Xavi | Busq | Márq | Iniesta | Gudj | Alves | Keita | Piqué | Sylv | Touré | Puyol |
| -------- | ----------------- | ----------------- | -------------------- | ----------------- | ----- | ----- | ----- | ----- | ---- | ---- | ---- | ------- | ---- | ----- | ----- | ----- | ---- | ----- | ----- |
| 13.08.08 | Campions          | FC Barcelona      | Wisla                | 4-0               | 2     | 1     |       |       | 1    |      |      |         |      |       |       |       |      |       |       |
| 26.08.08 | Campions          | Wisla             | FC Barcelona         | 1-0               |       |       |       |       |      |      |      |         |      |       |       |       |      |       |       |
| 31.08.08 | Lliga             | Numància          | FC Barcelona         | 1-0               |       |       |       |       |      |      |      |         |      |       |       |       |      |       |       |
| 09.09.08 | Copa Cat          | U.E. Sant Andreu  | FC Barcelona         | 3-1               |       |       |       |       |      | 1    |      |         |      |       |       |       |      |       |       |
| 13.09.08 | Lliga             | FC Barcelona      | Racing               | 1-1               |       |       | 1     |       |      |      |      |         |      |       |       |       |      |       |       |
| 16.09.08 | Campions          | FC Barcelona      | Sporting Clube       | 3-1               | 1     |       |       |       | 1    |      | 1    |         |      |       |       |       |      |       |       |
| 21.09.08 | Lliga             | Sporting de Gijón | FC Barcelona         | 1-6               | 1     |       | 2     |       | 1    |      |      | 1       |      |       |       |       |      |       |       |
| 24.09.08 | Lliga             | FC Barcelona      | Reial Betis          | 3-2               | 2     |       |       |       |      |      |      |         | 1    |       |       |       |      |       |       |
| 27.09.08 | Lliga             | RCD Espanyol      | FC Barcelona         | 1-2               |       | 1     | 1     |       |      |      |      |         |      |       |       |       |      |       |       |
| 01.10.08 | Campions          | Xakhtar Donetsk   | FC Barcelona         | 1-2               |       |       | 2     |       |      |      |      |         |      |       |       |       |      |       |       |
| 04.10.08 | Lliga             | FC Barcelona      | At. Madrid           | 6-1               | 2     | 1     | 1     |       |      |      | 1    |         | 1    |       |       |       |      |       |       |
| 19.10.08 | Lliga             | Ath. Bilbao       | FC Barcelona         | 0-1               | 1     |       |       |       |      |      |      |         |      |       |       |       |      |       |       |
| 22.10.08 | Campions          | FC Basilea        | FC Barcelona         | 0-5               |       |       | 1     | 2     | 1    | 1    |      |         |      |       |       |       |      |       |       |
| 25.10.08 | Lliga             | FC Barcelona      | UD Almeria           | 5-0               | 3     | 1     |       |       |      |      |      |         |      | 1     |       |       |      |       |       |
| 25.10.08 | Copa del Rei      | Benidorm CE       | FC Barcelona         | 0-1               |       |       |       | 1     |      |      |      |         |      |       |       |       |      |       |       |
| 01.11.08 | Lliga             | Màlaga CF         | FC Barcelona         | 1-4               |       |       | 1     |       | 2    |      |      |         |      | 1     |       |       |      |       |       |
| 04.11.08 | Campions          | FC Barcelona      | FC Basilea           | 1-1               |       |       | 1     |       |      |      |      |         |      |       |       |       |      |       |       |
| 08.11.08 | Lliga             | FC Barcelona      | R. Valladolid        | 6-0               | 4     | 1     |       |       |      |      |      |         | 1    |       |       |       |      |       |       |
| 12.11.08 | Copa del Rei      | FC Barcelona      | Benidorm CE          | 1-0               |       |       | 1     |       |      |      |      |         |      |       |       |       |      |       |       |
| 16.11.08 | Lliga             | Recreativo        | FC Barcelona         | 0-2               |       |       | 1     |       |      |      |      |         |      |       | 1     |       |      |       |       |
| 23.11.08 | Lliga             | FC Barcelona      | Getafe CF            | 1-1               |       |       |       |       |      |      |      |         |      |       | 1     |       |      |       |       |
| 26.11.08 | Campions          | Sporting Clube    | FC Barcelona         | 2-5               |       | 1     | 1     | 1     |      |      |      |         |      |       |       | 1     |      |       |       |
| 29.11.08 | Lliga             | Sevilla FC        | FC Barcelona         | 0-3               | 1     |       | 2     |       |      |      |      |         |      |       |       |       |      |       |       |
| 06.12.08 | Lliga             | FC Barcelona      | València CF          | 4-0               |       | 3     |       |       |      |      |      |         |      | 1     |       |       |      |       |       |
| 09.12.08 | Campions          | FC Barcelona      | Xakhtar Donetsk      | 2-3               |       |       |       |       |      | 1    |      |         |      |       |       |       | 1    |       |       |
| 13.12.08 | Lliga             | FC Barcelona      | Reial Madrid         | 2-0               | 1     |       | 1     |       |      |      |      |         |      |       |       |       |      |       |       |
| 21.12.08 | Lliga             | Vila-real CF      | FC Barcelona         | 1-2               |       | 1     |       |       |      |      |      |         |      |       |       |       | 1    |       |       |
| 03.01.09 | Lliga             | FC Barcelona      | RCD Mallorca         | 3-1               |       | 1     |       |       |      |      |      | 1       |      |       |       |       |      | 1     |       |
| 06.01.09 | Copa del Rei      | At. Madrid        | FC Barcelona         | 1-3               |       |       | 3     |       |      |      |      |         |      |       |       |       |      |       |       |
| 11.01.09 | Lliga             | Osasuna           | FC Barcelona         | 2-3               | 1     |       | 1     |       | 1    |      |      |         |      |       |       |       |      |       |       |
| 14.01.09 | Copa del Rei      | FC Barcelona      | At. Madrid           | 2-1               |       |       |       | 1     |      |      |      |         | 1    |       |       |       |      |       |       |
| 17.01.09 | Lliga             | FC Barcelona      | Deportivo            | 5-0               | 2     | 2     | 1     |       |      |      |      |         |      |       |       |       |      |       |       |
| 21.01.09 | Copa del Rei      | RCD Espanyol      | FC Barcelona         | 0-0               |       |       |       |       |      |      |      |         |      |       |       |       |      |       |       |
| 24.01.09 | Lliga             | FC Barcelona      | Numància             | 4-1               | 1     | 1     | 2     |       |      |      |      |         |      |       |       |       |      |       |       |
| 29.01.09 | Copa del Rei      | FC Barcelona      | RCD Espanyol         | 3-2               |       |       |       | 2     |      |      |      |         |      |       |       | 1     |      |       |       |
| 01.02.09 | Lliga             | Racing            | FC Barcelona         | 1-2               |       |       | 2     |       |      |      |      |         |      |       |       |       |      |       |       |
| 05.02.09 | Copa del Rei      | FC Barcelona      | RCD Mallorca         | 2-0               |       | 1     |       |       |      |      | 1    |         |      |       |       |       |      |       |       |
| 08.02.09 | Lliga             | FC Barcelona      | Sporting de Gijón    | 3-1               | 2     |       |       |       |      |      |      |         |      | 1     |       |       |      |       |       |
| 14.02.09 | Lliga             | Reial Betis       | FC Barcelona         | 2-2               | 2     |       |       |       |      |      |      |         |      |       |       |       |      |       |       |
| 21.02.09 | Lliga             | FC Barcelona      | RCD Espanyol         | 1-2               |       |       |       |       |      |      |      |         |      |       |       |       |      | 1     |       |
| 24.02.09 | Campions          | Olympique de Lió  | FC Barcelona         | 1-1               |       | 1     |       |       |      |      |      |         |      |       |       |       |      |       |       |
| 01.03.09 | Lliga             | At. Madrid        | FC Barcelona         | 4-3               |       | 2     | 1     |       |      |      |      |         |      |       |       |       |      |       |       |
| 05.02.09 | Copa del Rei      | RCD Mallorca      | FC Barcelona         | 1-1               |       |       | 1     |       |      |      |      |         |      |       |       |       |      |       |       |
| 07.03.09 | Lliga             | FC Barcelona      | Ath. Bilbao          | 2-0               |       |       | 1     |       |      | 1    |      |         |      |       |       |       |      |       |       |
| 11.03.09 | Campions          | FC Barcelona      | Olympique de Lió     | 5-2               | 1     | 2     | 1     |       |      |      |      |         |      |       | 1     |       |      |       |       |
| 15.03.09 | Lliga             | UD Almeria        | FC Barcelona         | 0-2               |       |       |       | 2     |      |      |      |         |      |       |       |       |      |       |       |
| 22.03.08 | Lliga             | FC Barcelona      | Màlaga CF            | 6-0               | 2     | 1     | 1     |       | 1    |      |      |         |      | 1     |       |       |      |       |       |
| 04.04.09 | Lliga             | R. Valladolid     | FC Barcelona         | 0-1               | 1     |       |       |       |      |      |      |         |      |       |       |       |      |       |       |
| 08.04.09 | Campions          | FC Barcelona      | Bayern de Múnic      | 4-0               | 1     | 1     | 2     |       |      |      |      |         |      |       |       |       |      |       |       |
| 11.04.09 | Lliga             | FC Barcelona      | Recreativo           | 2-0               |       |       |       |       |      |      |      | 2       |      |       |       |       |      |       |       |
| 14.04.09 | Campions          | Bayern de Múnic   | FC Barcelona         | 1-1               |       |       |       |       |      |      |      |         |      |       | 1     |       |      |       |       |
| 18.04.09 | Lliga             | Getafe CF         | FC Barcelona         | 0-1               |       |       | 1     |       |      |      |      |         |      |       |       |       |      |       |       |
| 29.11.08 | Lliga             | FC Barcelona      | Sevilla FC           | 4-0               | 1     | 1     |       |       | 1    |      |      | 1       |      |       |       |       |      |       |       |
| 25.04.09 | Lliga             | València CF       | FC Barcelona         | 2-2               |       | 1     | 1     |       |      |      |      |         |      |       |       |       |      |       |       |
| 28.04.09 | Campions          | FC Barcelona      | Chelsea FC           | 0-0               |       |       |       |       |      |      |      |         |      |       |       |       |      |       |       |
| 02.05.09 | Lliga             | Reial Madrid      | FC Barcelona         | 2-6               |       | 2     | 2     |       |      |      |      |         |      |       |       | 1     |      |       | 1     |
| 06.05.09 | Campions          | Chelsea FC        | FC Barcelona         | 1-1               |       |       |       |       |      |      |      | 1       |      |       |       |       |      |       |       |
| 10.05.09 | Lliga             | FC Barcelona      | Vila-real CF         | 3-3               | 1     |       |       |       |      |      |      |         |      | 1     | 1     |       |      |       |       |
| 13.05.09 | Copa del Rei      | FC Barcelona      | Ath. Bilbao          | 4-1               |       |       | 1     | 1     | 1    |      |      |         |      |       |       |       |      | 1     |       |
| 17.05.09 | Lliga             | RCD Mallorca      | FC Barcelona         | 2-1               | 1     |       |       |       |      |      |      |         |      |       |       |       |      |       |       |
| 23.05.09 | Lliga             | FC Barcelona      | Osasuna              | 0-1               |       |       |       |       |      |      |      |         |      |       |       |       |      |       |       |
| 27.05.09 | Campions          | FC Barcelona      | Manchester United FC | 2-0               | 1     |       | 1     |       |      |      |      |         |      |       |       |       |      |       |       |
| 30.05.09 | Lliga             | Deportivo         | FC Barcelona         | 1-1               | 1     |       |       |       |      |      |      |         |      |       |       |       |      |       |       |
|          | Lliga             | Lliga             | Lliga                | Lliga             | 30    | 19    | 23    | 2     | 6    | 1    | 1    | 5       | 3    | 6     | 3     | 1     | 1    | 2     | 1     |
|          | Lliga de campions | Lliga de campions | Lliga de campions    | Lliga de campions | 6     | 6     | 9     | 3     | 3    | 2    | 1    | 1       |      |       | 2     | 1     | 1    |       |       |
|          | Copa Catalunya    | Copa Catalunya    | Copa Catalunya       | Copa Catalunya    |       |       |       |       |      | 1    |      |         |      |       |       |       |      |       |       |
|          | Copa del Rei      | Copa del Rei      | Copa del Rei         | Copa del Rei      |       | 1     | 6     | 5     | 1    |      | 1    |         | 1    |       |       | 1     |      | 1     |       |
|          | Total             | Total             | Total                | Total             | 36    | 26    | 38    | 10    | 10   | 4    | 3    | 6       | 4    | 6     | 5     | 3     | 2    | 3     | 1     |